# M40 (звезда)
Вижте пояснителната страница за други значения на M40.
M40 (Винеке 4) е двойна звезда в съзвездието Голяма мечка. Открита е от Шарл Месие през 1764 г., докато е търсил мъглявина, за каквато е докладвал Ян Хевелий. След като не е открил мъглявина, Месие е каталогизирал двойната звездна. По-късно, М40 е преоткрита от Фридрих Винеке през 1863 г.
Измереното през 1991 г. ъглово разстояние между звездите е 51".7, което е по-голямо от времето на Месие. Смята се, че това е оптична двойна звезда, т.е. двете звезди не са физически свързани.